# Garland (Utah)
Pour les articles homonymes, voir Garland.
Garland est une municipalité américaine située dans le comté de Box Elder en Utah. Lors du recensement de 2010, sa population est de 2 400 habitants.

## Géographie
Selon le Bureau du recensement des États-Unis, la municipalité s'étend en 2010 sur une superficie de 1,89 mille carré (4,9 km2).

## Histoire
La localité est fondée en 1890 sous le nom de Sunset. Elle est par la suite renommée en l'honneur de William Garland, constructeur du canal approvisionnant le bourg et industriel local. L'industrie sucrière domine longtemps l'économie de Garland, qui accueille la Utah Sugar Company de 1871 à 1977.
La bibliothèque Carnegie de Garland, construite en 1914, est inscrite au Registre national des lieux historiques.

## Démographie
| Groupe            | Garland | Utah | États-Unis |
| ----------------- | ------- | ---- | ---------- |
| Blancs            | 91,1    | 86,1 | 72,4       |
| Autres            | 5,0     | 6,1  | 6,4        |
| Métis             | 1,8     | 3,6  | 2,9        |
| Asiatiques        | 1,5     | 2,0  | 4,8        |
| Amérindiens       | 0,5     | 1,2  | 0,9        |
| Afro-Américains   | 0,1     | 1,1  | 12,6       |
| Total             | 100     | 100  | 100        |
|                   |         |      |            |
| Latino-Américains | 10,0    | 13,0 | 16,7       |

Selon l'American Community Survey pour la période 2010-2014, 90,06 % de la population âgée de plus de 5 ans déclare parler l'anglais à la maison, 7,39 % déclare parler l'espagnol, 1,36 % le khmer, 0,92 % l'allemand et 0,26 % une autre langue.